# 貝茲博羅迪科韋
48°7′35″N 34°38′47″E / 48.12639°N 34.64639°E
貝茲博羅迪科韋（羅馬化：Bezborodkove）是烏克蘭中部第聶伯羅彼得羅夫斯克州第聶伯羅區的村莊。該村處於卡米舍瓦塔蘇拉河右岸，分別距離舊聶伯夫斯凱1公里和新波克羅夫卡3.5公里，海拔高度84米，2001年人口419。